# Anguillosyllis lanai
Anguillosyllis lanai is een soort borstelworm uit de familie van de Syllidae. De wetenschappelijke naam van de soort werd voor het eerst geldig gepubliceerd in 2017 door Barroso, Paiva, Nogueira en Fukuda.